# كأس العالم للهوكي 1998
كأس العالم للهوكي 1998 (بالهولندية: Wereldkampioenschap hockey mannen 1998)‏ هو الموسم 9 من  كأس العالم للهوكي. أقيم في 1998، وأشرف على تنظيمه الاتحاد الدولي للهوكي.